# Johannes Nyström
Johannes Nyström, född 29 juli 1880 i Nedervetil, död 10 oktober 1948 i Jakobstad, var en finländsk folkhögskolföreståndare. 
Nyström utexaminerades 1902 från Nykarleby seminarium; avlade prästexamen som politisk emigrant i Amerika, där han vistades fram till 1920. Han byggde som föreståndare under åren 1920–1947 med energi upp Kristliga folkhögskolan i Nykarleby, som vid hans frånfälle var Finlands största svenskspråkiga folkhögskola.